# Émile Dantinne
Émile Dantinne (Huy, 1884. április 19. – Huy, 1969. május 21.) belga író, filozófus és okkultista volt. Tagja, majd vezetője volt több belgiumi, illetve nemzetközi ezoterikus szervezetnek.

## Gyermekkor és tanulmányok
Émile Dantinne a belgiumi Huy (holland nyelven "Hoei") községben született. Jó tanuló volt és különösen kitűnt nyelvérzékével. Saját magától tanult meg olaszul, portugálul, görögül, latinul és oroszul. 1909-től a Liège-i Egyetemen hébert és arab nyelvet hallgatott.

## Ezoterikus tevékenysége
Dantinne könyvtárosként dolgozott Huy-ban és számos cikket publikált nyelvészeti, helytörténeti, metafizikai, és okkult témakörökben. Több társaság alapításában is részt vett, melyek metafizikával és az okkultizmus tudományos igényű kutatásával foglalkoztak.

### Péladan szárnyai alatt
1904-ben találkozott először Josephin Péladannal, annak egyik brüsszeli előadásán, az általa alapított franciaországi székhelyű L'Ordre de la Rose+Croix Catholique du Temple et du Graal (OR+CC) ezoterikus szervezet szokásos találkozóhelyén, mely után rendszeres látogatója lett a Rend belga ágának. A Rend legmagasabb beavatottjai kaptak "SAR" előtagot, amikor Dantinne elérte ezt a fokozatot, megkapta a Sâr Hieronymous misztikus nevet.

### Önálló kezdeményezések
Péladan 1918-ban bekövetkezett halála után a Rendet átszervezték a tanítványok, köztük Dantinne a belgiumit "L'Ordre de la Rose-Croix Universelle" név alatt, 9 beavatási fokozattal. 1923-ban ismét átszervezést hajtott végre és az eddigi mellett külön szervezetet hozott létre egyetemi végzettségűeknek "L'Ordre de la Rose+Croix Universitaire" név alatt, szintén 9 fokozattal. Megalapított ezen kívül egy belső rendet is "L'Ordre de la Rose+Croix Interieure" néven, 4 fokozattal, tehát összesen 13 fokozatot érhetett el egy tanuló, bár az utolsó, a 13. fokozat, az "Imperátor Fokozat" volt. 1927-ben alapította meg a "L'Ordre d'Hermès Tétramégiste et Mystique" (O::H::T::M::) szervezetet a korábbi "Püthagorasz Rend" újjáalakításaként.

### F.U.D.O.S.I.
1934-ben a F.U.D.O.S.I. egyik alapítója és az imperátor-triumvirátus egyike volt. A F.U.D.O.S.I. fő ezoterikus rendje az Ancient and Mystical Order Rosae Crucis volt, azonban Dantinne nem volt az AMORC tagja.

## Fordítás
- Ez a szócikk részben vagy egészben  az   Emile Dantinne című angol Wikipédia-szócikk fordításán alapul.  Az eredeti cikk szerkesztőit annak laptörténete sorolja fel. Ez a jelzés csupán a megfogalmazás eredetét és a szerzői jogokat jelzi, nem szolgál a cikkben szereplő információk forrásmegjelöléseként.